# 艾因艾爾贝达
艾因艾爾贝达（阿拉伯语：‎ ）是一個位於西岸图巴斯省东北部的巴勒斯坦人村莊，人口大约有1,050人。

## 历史
考古學者在艾因艾爾贝达地區曾发现拜占庭时代的陶瓷。
自1948年阿以战争開始至1949停战协议達成后，艾因艾爾贝达地區由约旦统治。
1952年，来自图巴斯的阿拉伯氏族 Fuquha 和 Daraghmah 的农民因為在该地区拥有农地，決定在艾因艾爾贝达建立一條村庄。村庄以该地区的一个大泉源艾因艾爾贝达命名，曾被農民用作灌溉邻近的土地。
在 1961 年的约旦人口普查中，艾因艾爾贝达的人口为 573人。

### 1967年后
自1967年六日战争以来，艾因艾爾贝达一直处于以色列占领之下。为了供水給以色列定居点米何拉，以色列國家水務公司麦克洛在艾因艾爾贝达附近開發了一口井，令到一直為附近一帶农民提供灌溉的泉源干涸了。

## 地理和气候
艾因艾爾贝达位于约旦河谷东麓的平原地区，四周群山环绕。它位于图巴斯东北15公里处，東邊與约旦河接壤、 西邊為巴勒斯坦人村莊巴達拉，在绿线以北和以色列定居点米何拉的南部。艾因艾爾贝达低于海平面166米。 
艾因艾爾贝达的总辖区面积为15,000德南，占图巴斯省土地的 3%。建成区面积为480 德南，农业或耕地面积为 8,500 德南。 
温暖的气候是艾因艾爾贝达的特徵，夏季炎热干燥，冬季寒冷干燥。村莊全年平均降雨量為275毫米。全年平均气温為摄氏21-22度，湿度為55%。 

## 人口统计
艾因艾爾贝达在 1961 年的人口为 573人， 在 1997 年增加到 791人。根据巴勒斯坦中央统计局（PCBS）1997年的人口普查，男性人口有 398 人，女性人口有 393 人。人口普查还显示42.9% 的居民年龄在 15 岁以下，54.1% 在 15 至 64 岁之间，3% 在 64 岁以上。  2006 年，艾因艾爾贝达的人口为 1,048人。Fuquha 氏族约占该村居民的 80%，而 Daraghma 氏族约占 20%。 

## 政府
艾因艾爾贝达的村委会成立於1996 年，由 7 名成员组成，其中包括一名主席，每四年举行一次选举。委員会的职责包括行政、规划和发展、社会服务、基础设施维护和公用事业。 

## 外部連結
- 艾因艾爾贝达（便覽） （页面存档备份，存于） ，耶路撒冷应用研究所(ARIJ)，2006 年 2 月
- 艾因艾爾贝达概况，ARIJ （页面存档备份，存于）
- 西巴勒斯坦调查，地图 12： IAA （页面存档备份，存于） ，维基共享资源 （页面存档备份，存于）